# Goephanes cristipennis
Goephanes cristipennis är en skalbaggsart som beskrevs av Stefan von Breuning 1957. Goephanes cristipennis ingår i släktet Goephanes och familjen långhorningar.
Artens utbredningsområde är Madagaskar. Inga underarter finns listade i Catalogue of Life.